# Duane Purple
Duane Purple es una variedad cultivar de ciruelo (Prunus domestica), de las denominadas ciruelas europeas.
Una variedad de ciruela obtenida de plántula casual en un jardín de "Duanesburgh" condado de Schenectady (Nueva York), alrededor de 1820.
Las frutas de tamaño mediano de forma ampliamente oblongo ovalado u obovado, valvas desiguales, ápice redondeado o deprimido, tienen piel color púrpura rojizo oscuro cambiando a negro violáceo en el lado soleado, cubierto de una espesa pruina, y pulpa de color amarillo pálido, carente de jugo, textura firme, ácida a menos que esté completamente madura; de calidad regular.

## Sinonimia
- "Duane",
- "Dame Aubert Violet",
- "Duane's Plum",
- "Duane's Purple",
- "Duane's Purple French",
- "Duane's French Purple",
- "Duane's Large Purple",
- "Duane's Large Orleans",
- "English Pond's Seedling",
- "Pourprée De Duane".[2]

## Historia
'Duane Purple' variedad de ciruela europea que se originó como una plántula en el jardín de James Duane, "Duanesburgh" condado de Schenectady (Nueva York), alrededor de 1820. Durante varios años, la variedad fue distribuida por los viveros "Prince" bajo el nombre de "Duane's Purple French". Este error fue causado por el juez Duane enviando accidentalmente a William Prince, de Flushing, una ciruela francesa que había importado en 1820, en lugar de injertos de esta plántula. Cuando Downing y Tomlinson descubrieron este error alrededor de 1846, se eliminó la palabra francesa y la ciruela pasó a conocerse como "Duane's Purple" y más tarde, según las reglas de la "American Pomological Society", como 'Duane'. En 1856, fue catalogada por la "American Pomological Society" como una variedad prometedora y en 1862 se colocó en la lista del catálogo de frutas.
'Duane Purple' ha sido descrita por: 1. Prince Treat. Hort. 25. 1828. 2. Kenrick Am. Orch. 260. 1832. 3. Prince Pom. Man. 2:100. 1832. 4. Downing Fr. Trees Am. 297. 1845. 5. Horticulturist 1:115, 116 fig. 36. 1846. 6. Floy-Lindley Guide Orch. Gard. 419. 1846. 7. Thomas Am. Fruit Cult. 343. 1849. 8. Elliott Fr. Book 418. 1854. 9. Horticulturist 10:253. 1855. 10. Am. Pom. Soc. Rpt. 191. 1856. 11. Hooper W. Fr. Book 244, 250. 1857. 12, Bridgeman Gard. Ass't 3:127. 1857. I3.  Downing Fr. Trees Am. 910. 1869. 14. Mich. Pom. Soc. Rpt. 303. 1878. 15. Mas Le Verger 6:77, fig. 39. 1866-73. 16. Mich. Sta. Bul. 103:32. 1894. 17. Cornell Sta. Bul. 131:184. 1897. 18. Ohio Sta. Bul. 162:254, 255. 1905. 19. Waugh Plum Cult. 100, 102 fig. 1901.

## Características
'Duane Purple' árbol de porte grande, vigoroso, redondo y de copa densa, resistente y productivo; ramas de color gris ceniza, lisas excepto por las numerosas lenticelas pequeñas y elevadas; ramilletes de medianos a gruesos, de longitud variable, con entrenudos cortos, de color rojo verdoso que cambia a marrón oscuro pardusco, opacos, densamente pubescentes, con lenticelas elevadas intermedias en número y tamaño; yemas de las hojas de tamaño y longitud promedio, cónicas o puntiagudas, libres. Es autofértil no necesitando otra variedad polinizadora. Flor blanca, que tiene un tiempo de floración que comienza a partir del 9 de abril con el 10% de floración, para el 13 de abril tiene una floración completa (80%), y para el 22 de abril tiene un 90% de caída de pétalos.
'Duane Purple' tiene una talla de tamaño mediano de forma ampliamente oblongo ovalado u obovado, valvas desiguales, ápice redondeado o deprimido;epidermis tiene una piel de grosor inferior a la media, dura, ácida, se separa fácilmente, de color púrpura rojizo oscuro cambiando a negro violáceo en el lado soleado, cubierto de una espesa pruina; puntos numerosos, rojizo claro; sutura variable en profundidad; pedúnculo de longitud mediano, fuerte; pulpa de color amarillo pálido, carente de jugo, textura firme, ácida a menos que esté completamente madura; de calidad regular.
Hueso adherido, mediano, ovalado, con superficies picadas, roma en la base y el ápice; sutura ventral ancha, roma; sutura dorsal con un surco ancho y profundo.
Su tiempo de recogida de cosecha se inicia en su maduración en la primera decena de agosto. La producción se obtiene con regularidad.

## Usos
Se usa comúnmente como opción para preparados culinarios, ideal para hornear pasteles en bandeja.